# ياكوب أجارد
ياكوب أجارد Jacob Aagaard لاعب شطرنج وكاتب سكوتلاندي من أصل دانماركي.
- ولد في 31 يوليو 1973.
- يحمل لقب أستاذ كبير في الشطرنج.
- توج ببطولة بريطانيا للشطرنج عام 2007.

```
* فاز بالمركز الثاني عام 2004 في 
بطولة سكوتلاندا للشطرنج
. 
```

- يلعب منذ عام 2017 تحت علم سكوتلاندا.
- ألف العديد من الكتب منها: مرشد سهل إلى هجوم بانوف بوتفينيك، مرشد سهل إلى الدفاع الصقلي تفريعة سفيشنيكوف، ستونوول الهولندي.

## روابط خارجية
- ياكوب أجارد على موقع الاتحاد الدولي للشطرنج (الإنجليزية)
- ياكوب أجارد على موقع مباريات الشطرنج (الإنجليزية)
- ياكوب أجارد على موقع 365Chess.com (الإنجليزية)
- ياكوب أجارد على موقع Chesstempo.com (الإنجليزية)
- ياكوب أجارد سجل أولمبياد الشطرنج على موقع OlimpBase.org (الإنجليزية)